# Slava Raškaj
Friderika Slavomira Olga Raškaj (Ozalj, 2 januari 1877 - Stenjevec, 29 maart 1906) was een Kroatisch kunstschilderes. Ze wordt geassocieerd met het impressionisme.

## Leven en werk
Raškaj werd doofstom geboren in het toenmalige Oostenrijk-Hongarije en volgde een opleiding in een tehuis voor doofstommen te Wenen. In 1892 keerde ze naar haar geboorteplaats Ozalj terug en ging daar in de leer bij kunstschilder Bela Čikoš-Sesija. Al snel bleek haar bijzondere talent en in 1898 nam ze deel aan een grote expositie van Kroatische kunstenaars in Zagreb. In 1900 nam deel aan de Wereldtentoonstelling te Parijs en kort daarna had ze een eigen tentoonstelling in Sint-Petersburg. In 1902 exposeerde ze twaalf werken bij het Genootschap van Kroatische Kunstenaars, waar ze ook lid van werd.
Raškaj werkte vooral met pastelkrijt en waterverf, waarbij ze een bijzonder gevoel voor pigmentproporties aan de dag legde. Ze schilderde vooral landschappen, maar ook interieurs, stillevens en enkele bekend geworden zelfportretten. In haar vroege werk ligt de nadruk op het zuivere kleurgebruik als zodanig, later probeert ze via haar schilderijen vooral haar gevoelens tot uiting te brengen. In haar stijl werd ze duidelijk beïnvloed door het impressionisme.
In 1902 vervalt Raškaj in ernstige periodes van depressiviteit. Ze wordt opgenomen in een psychiatrische inrichting, waar ze tot haar dood zal verblijven. Ze overlijdt in 1906, op 29-jarige leeftijd.
Raškaj wordt in Kroatië beschouwd als een der belangrijkste nationale kunstenaars. Veel instituten voor gehoorgestoorden dragen haar naam. Haar zelfportret uit 1898 prijkt op postzegels alsook op een zilveren herdenkingsmunt van de Kroatische Nationale Bank uit 2000. In het centrum van Zagreb staat haar standbeeld.

## Galerij

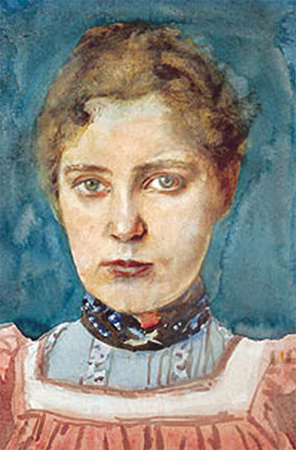
Zelfportret
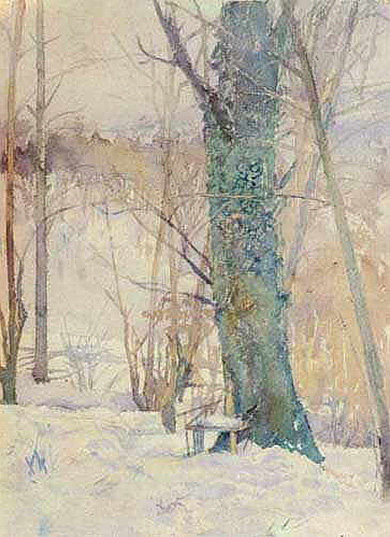
Boom in de sneeuw
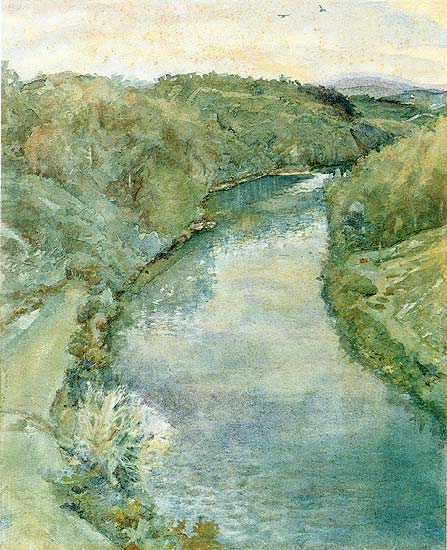
Kupa bij Ozalj
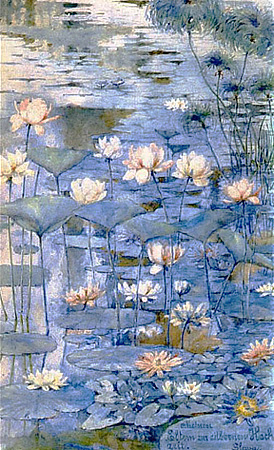
Lelies
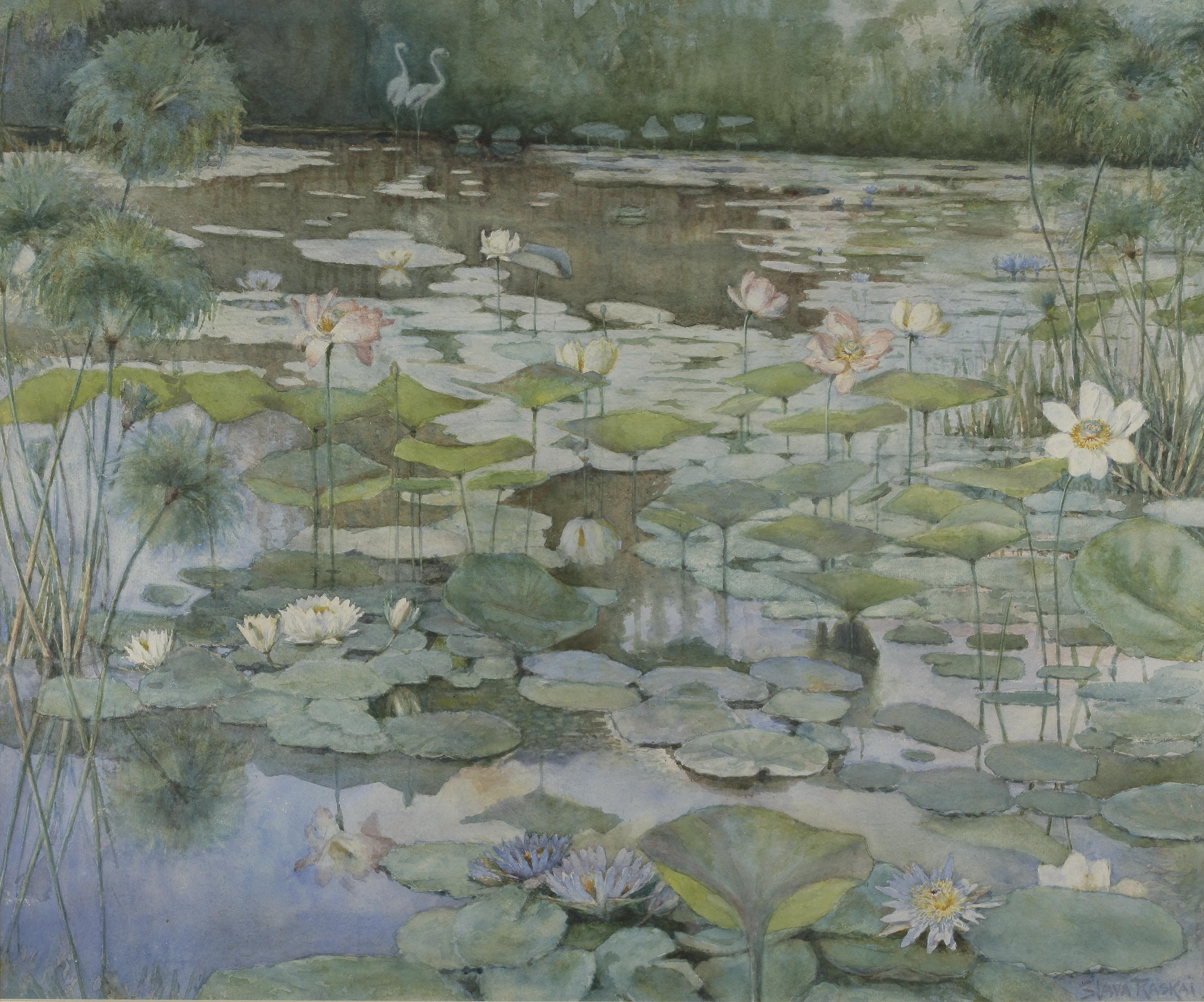
Sudjeluju
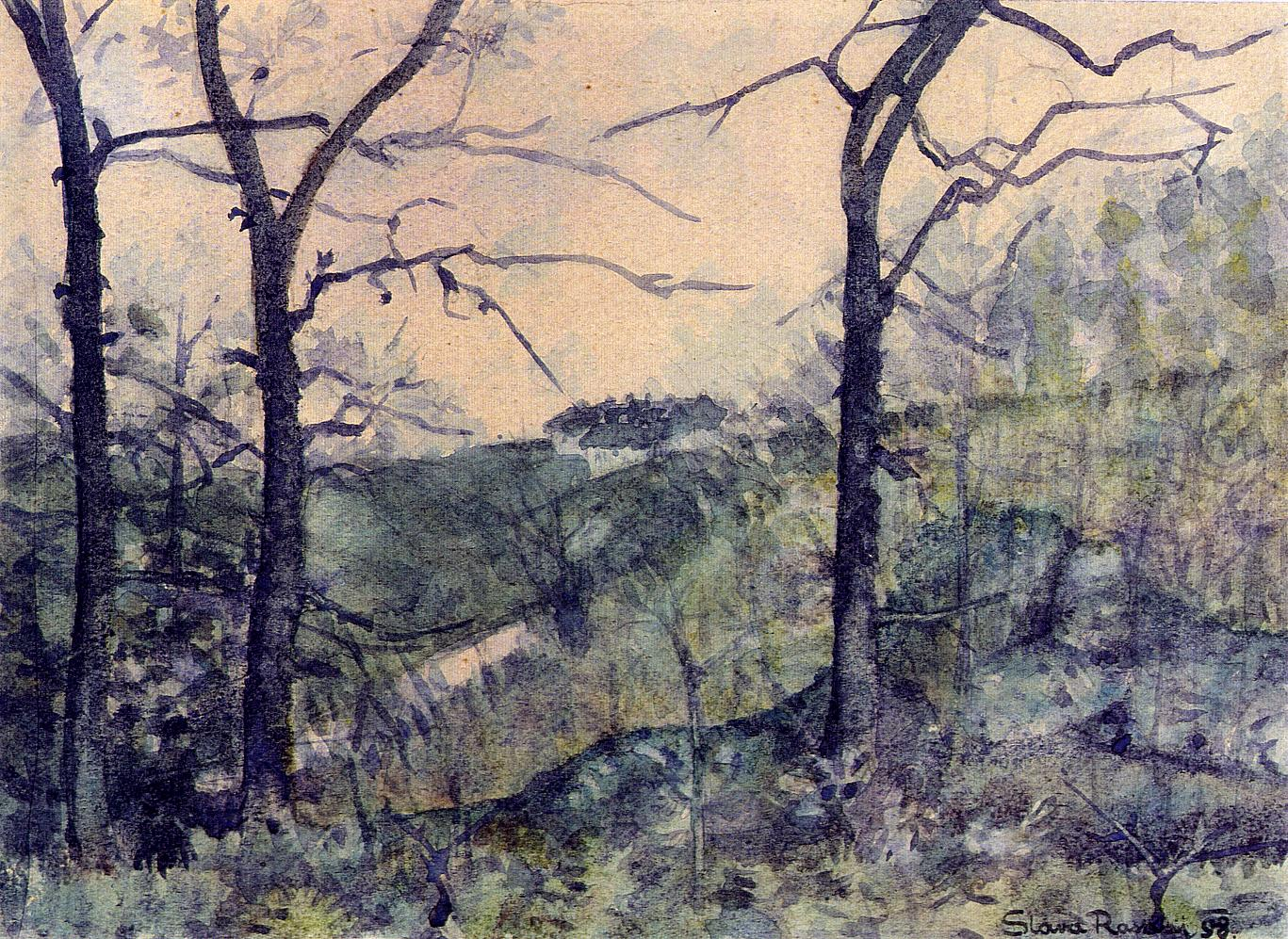
Gezicht op Ozalj
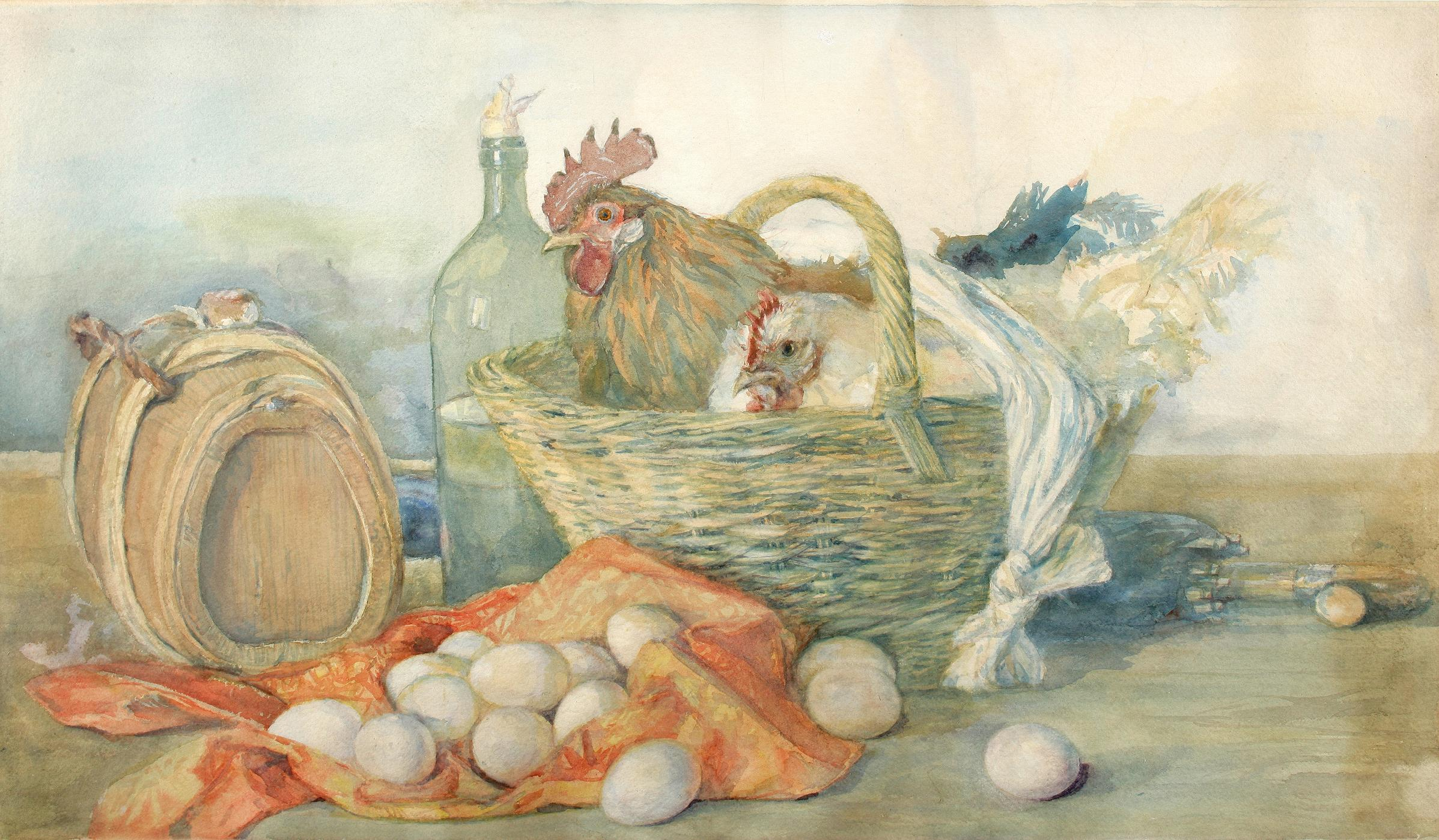
Gele hanen en wit gevogelte
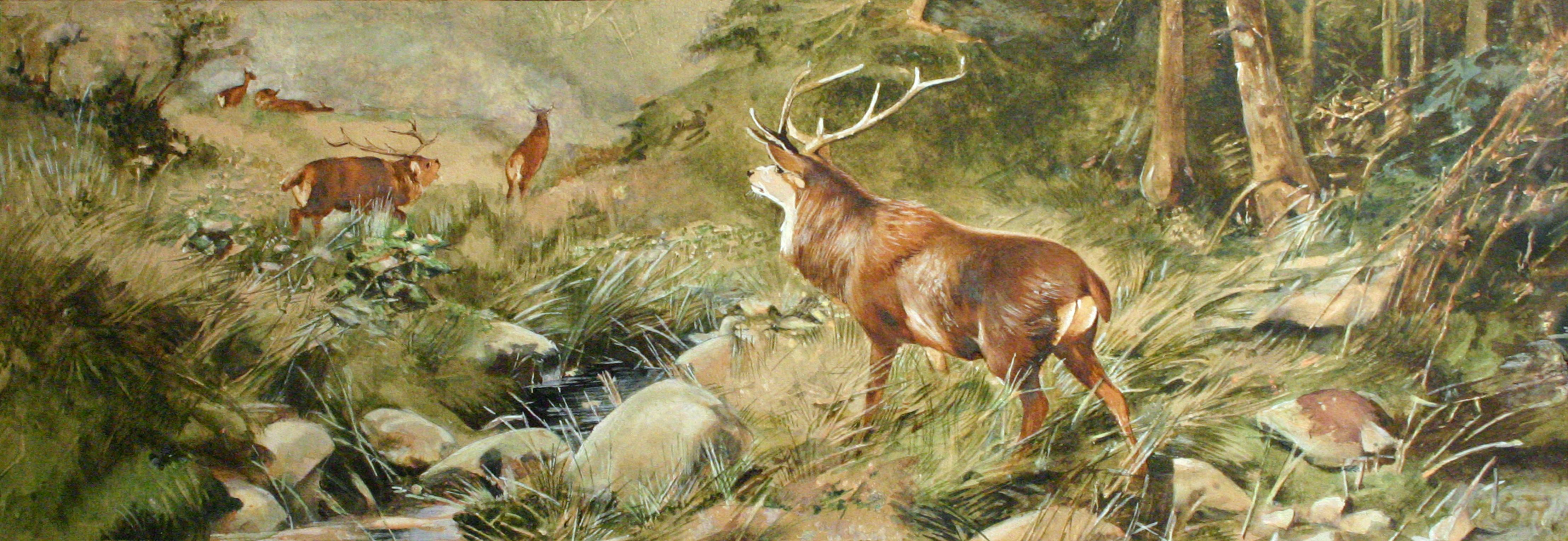
Hert